# مسجد فيتجا
مسجد فيتجا (بالسويدية: Fittja moské)‏ هو مسجد يقع في مدينة فيتجا، ببلدية بوتكيركا ضمن مقاطعة ستوكهولم، السويد، شُيد المسجد على الطراز التركي. بدأ بناءه في عام 1998، وأكتمل في أبريل عام 2007.

## معرض الصور

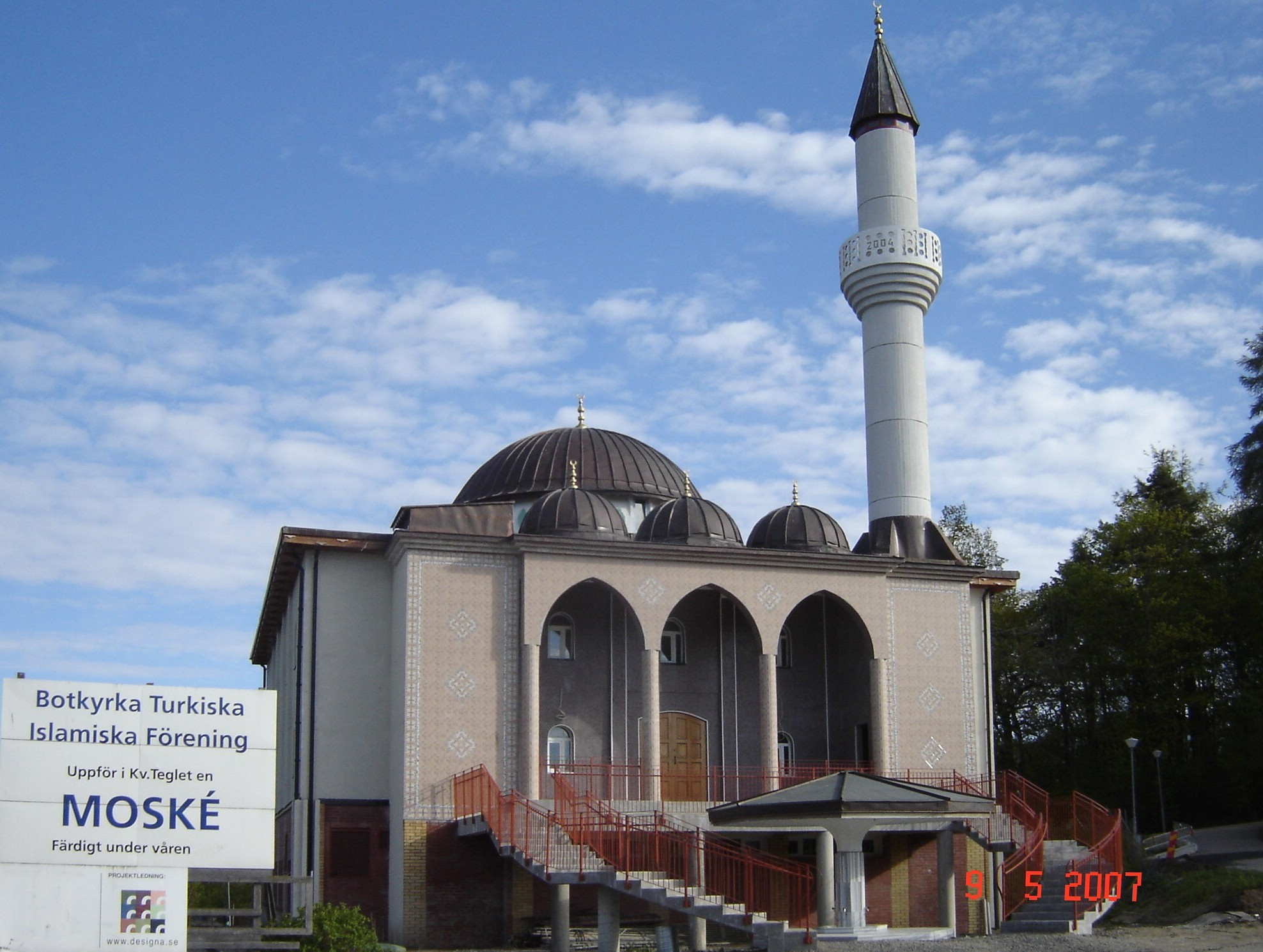
المسجد في مايو 2007
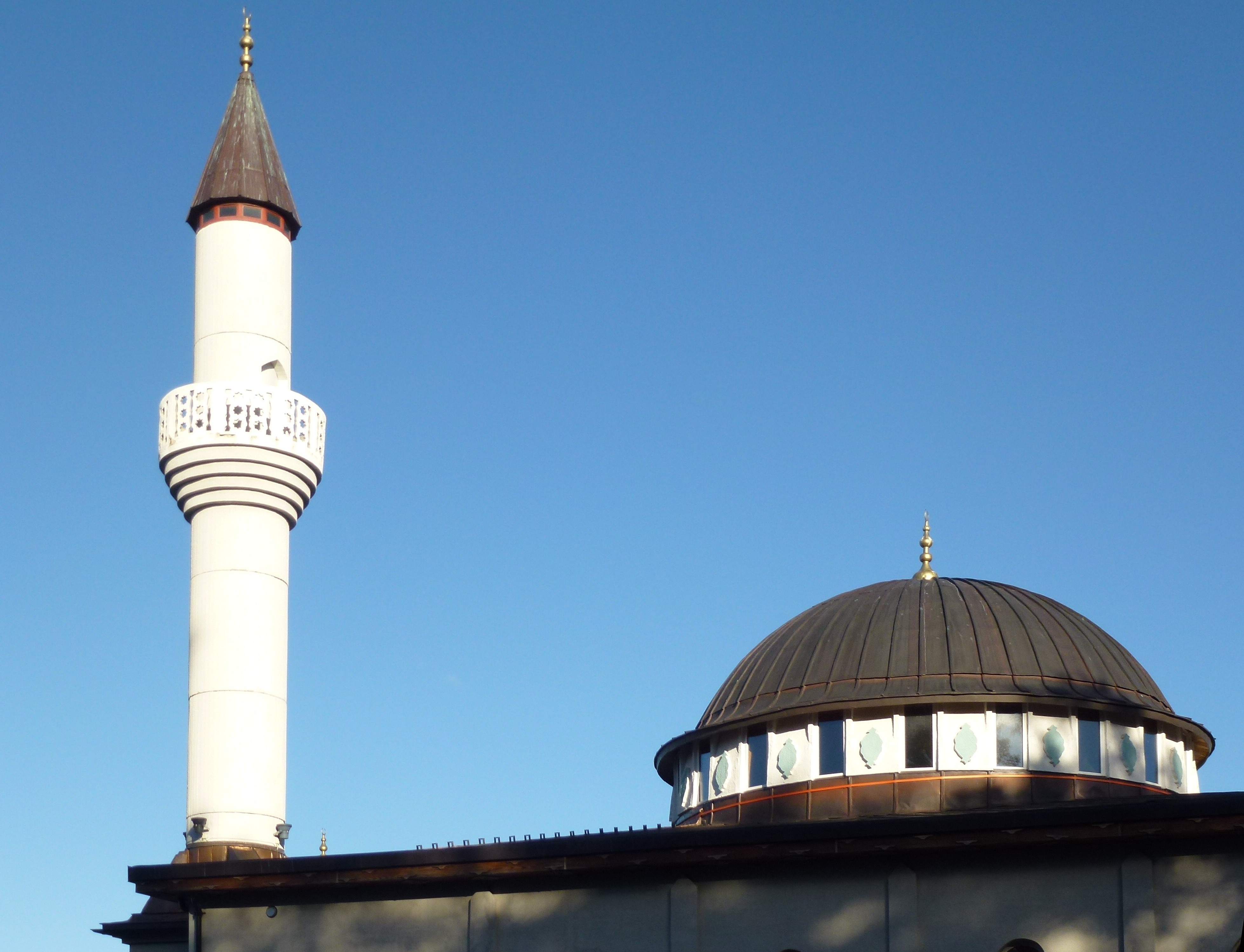
مئذنة وقبة المسجد
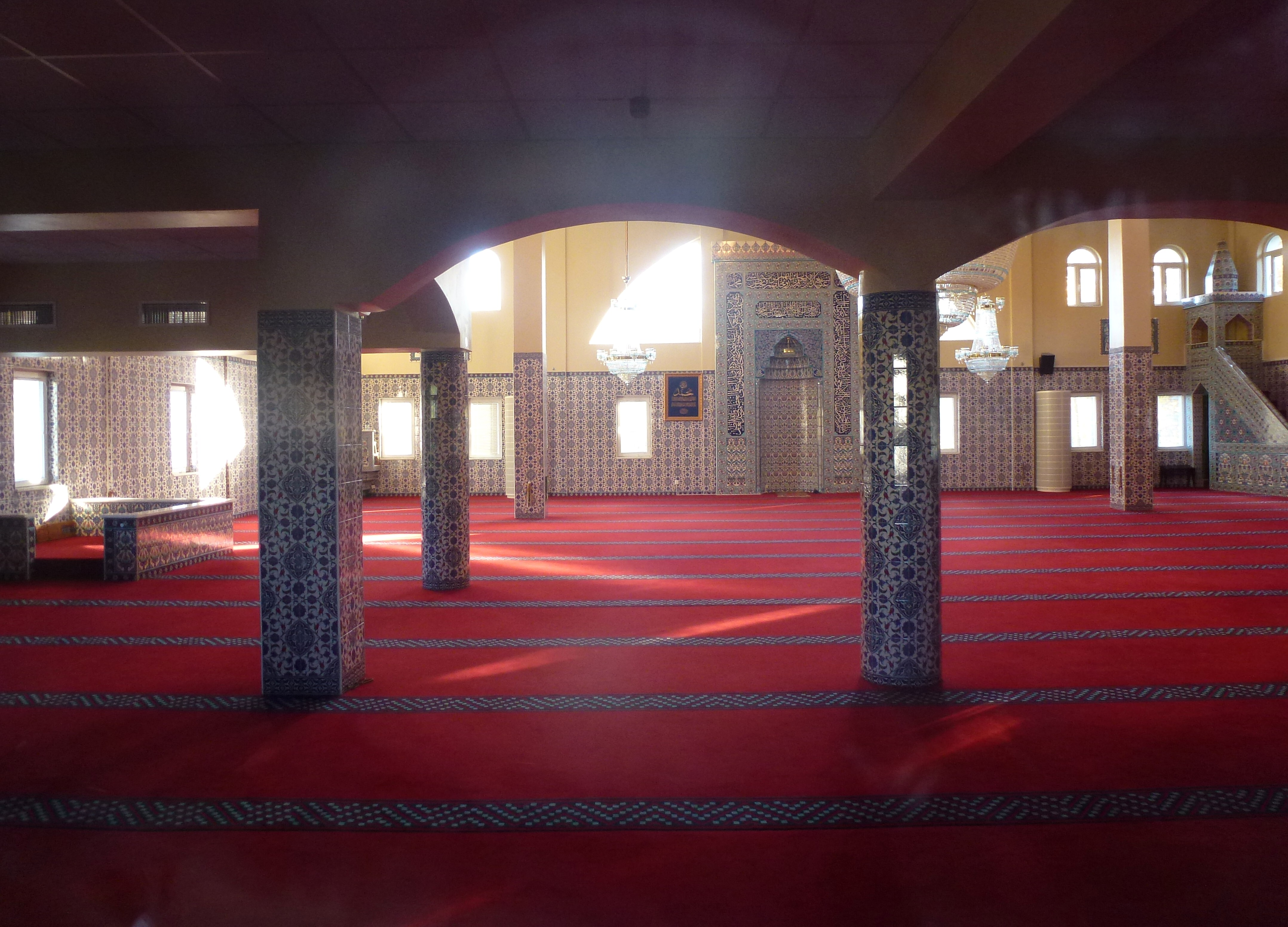
المسجد من الداخل
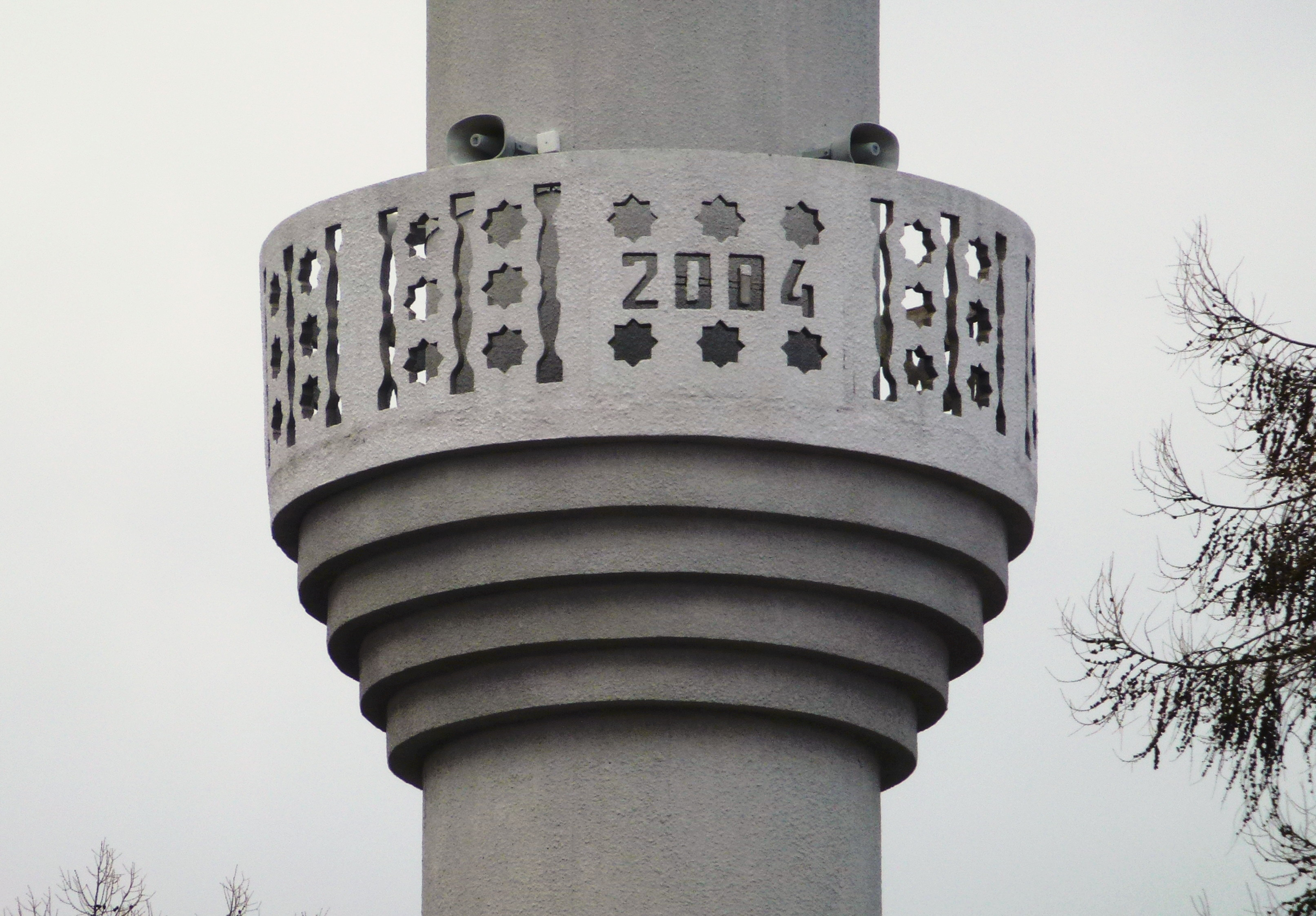
المئذنة